# Hypsoprora trituberculata
Hypsoprora trituberculata är en insektsart som beskrevs av Carl Stål. Hypsoprora trituberculata ingår i släktet Hypsoprora och familjen hornstritar. Inga underarter finns listade i Catalogue of Life.